# Nupserha nitidior
Nupserha nitidior är en skalbaggsart som beskrevs av Maurice Pic 1939. Nupserha nitidior ingår i släktet Nupserha och familjen långhorningar. Inga underarter finns listade i Catalogue of Life.